# Tremblois-lès-Rocroi
Tremblois-lès-Rocroi – miejscowość i gmina we Francji, w regionie Grand Est, w departamencie Ardeny.
Według danych na rok 2010 gminę zamieszkiwało 160 osób, a gęstość zaludnienia wynosiła 98 osób/km².